# Église Saint-Georges de Loisy-en-Brie
L'église de Loisy-en-Brie est une église gothique construite au XVe siècle, dédiée à Saint Georges et située à Loisy-en-Brie dans la Marne.

## Historique
L'église est classée au titre des monuments historiques par arrêté du 23 juillet 1981.

## Description
Elle possède un certain nombre d'objets remarquables.

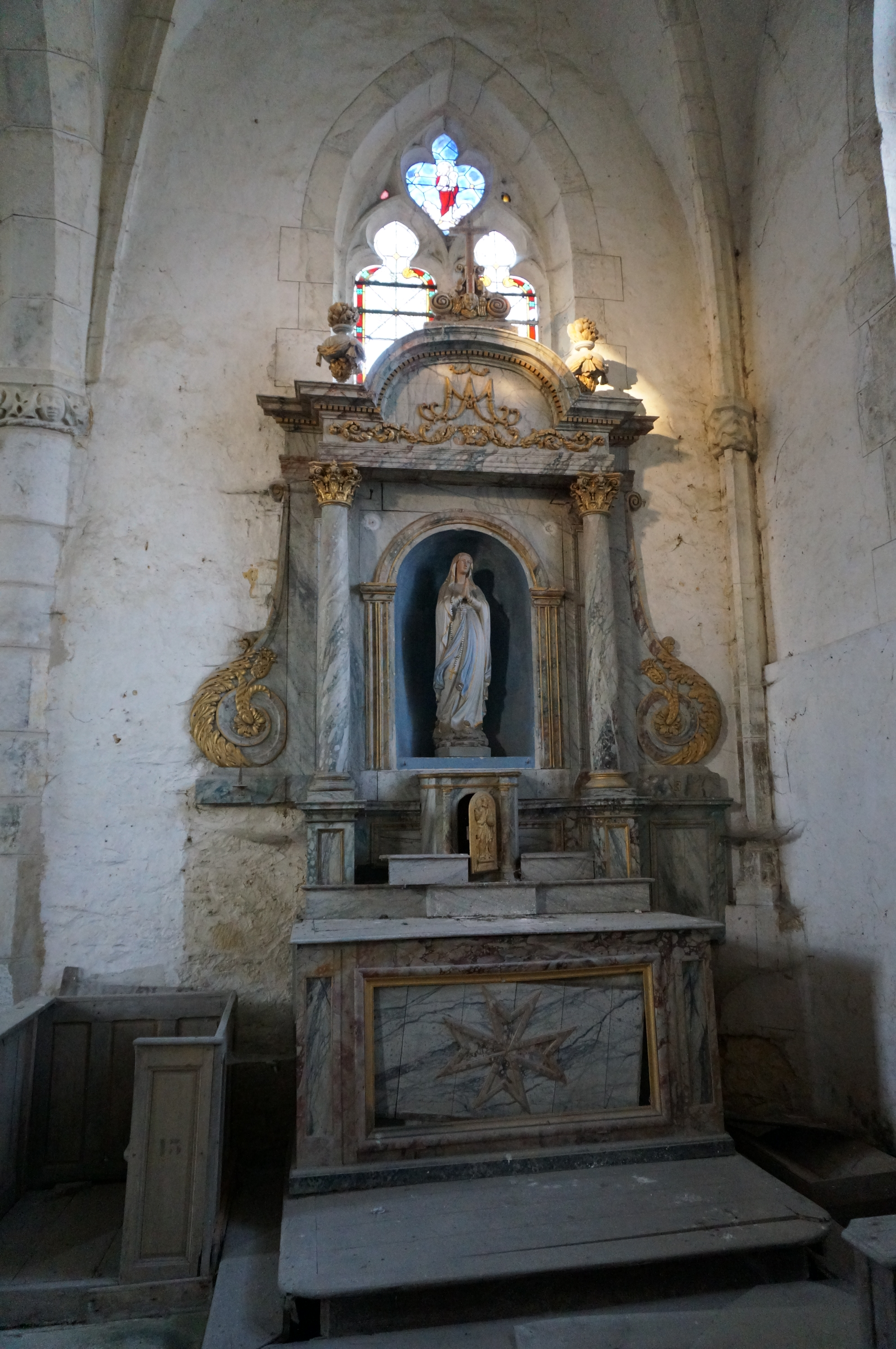
Autel latéral,
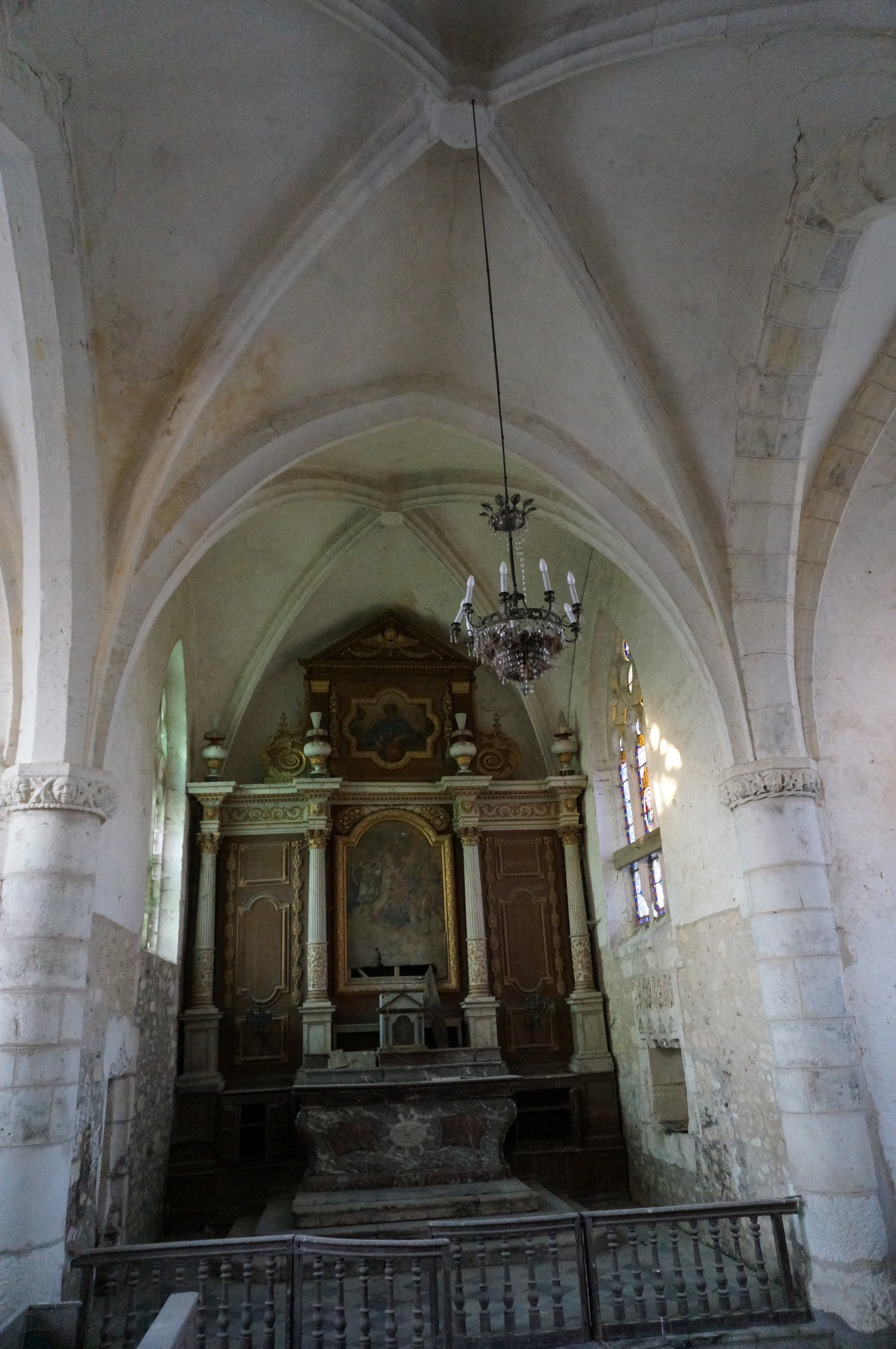
principal,
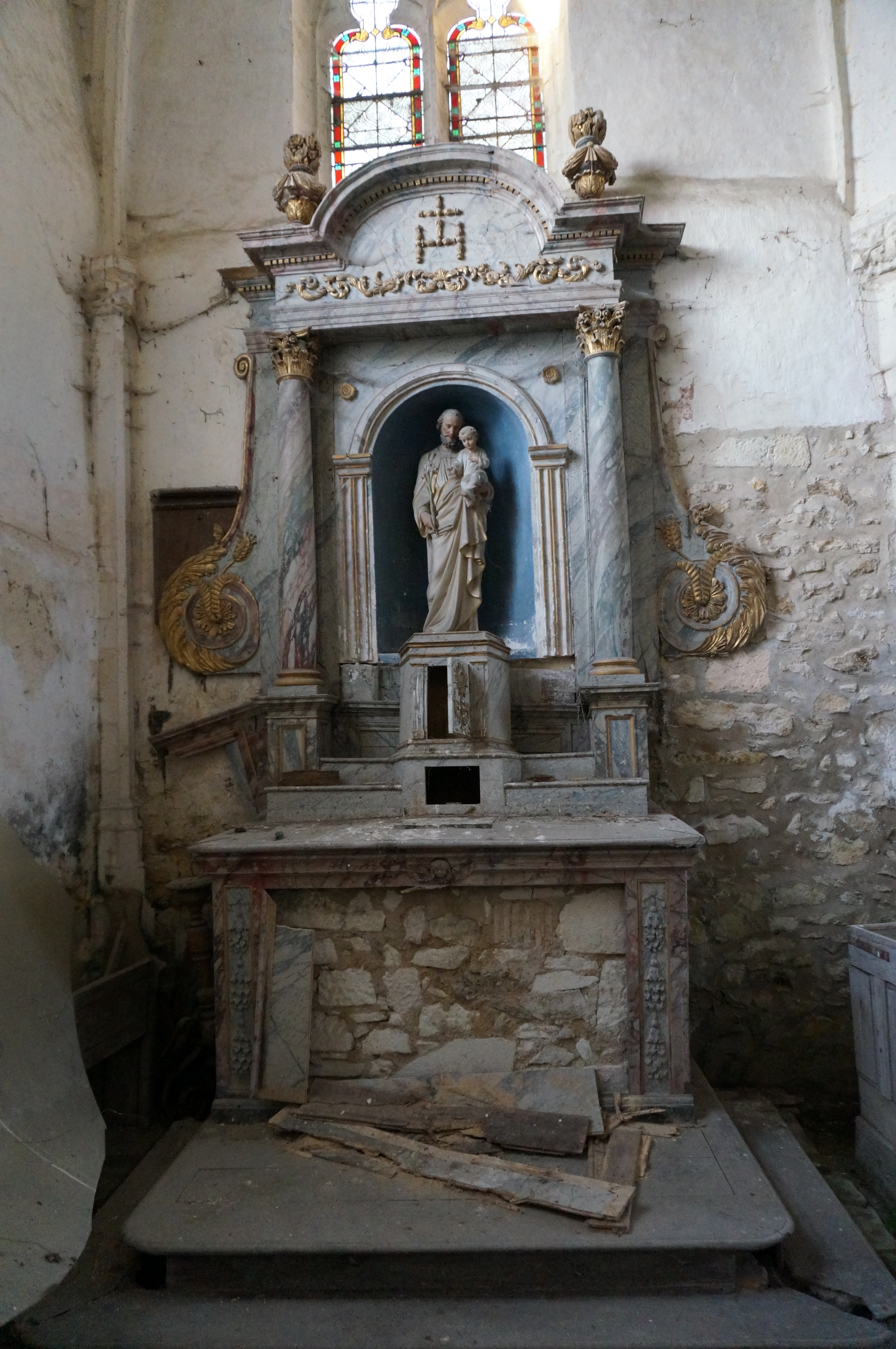
latéral.
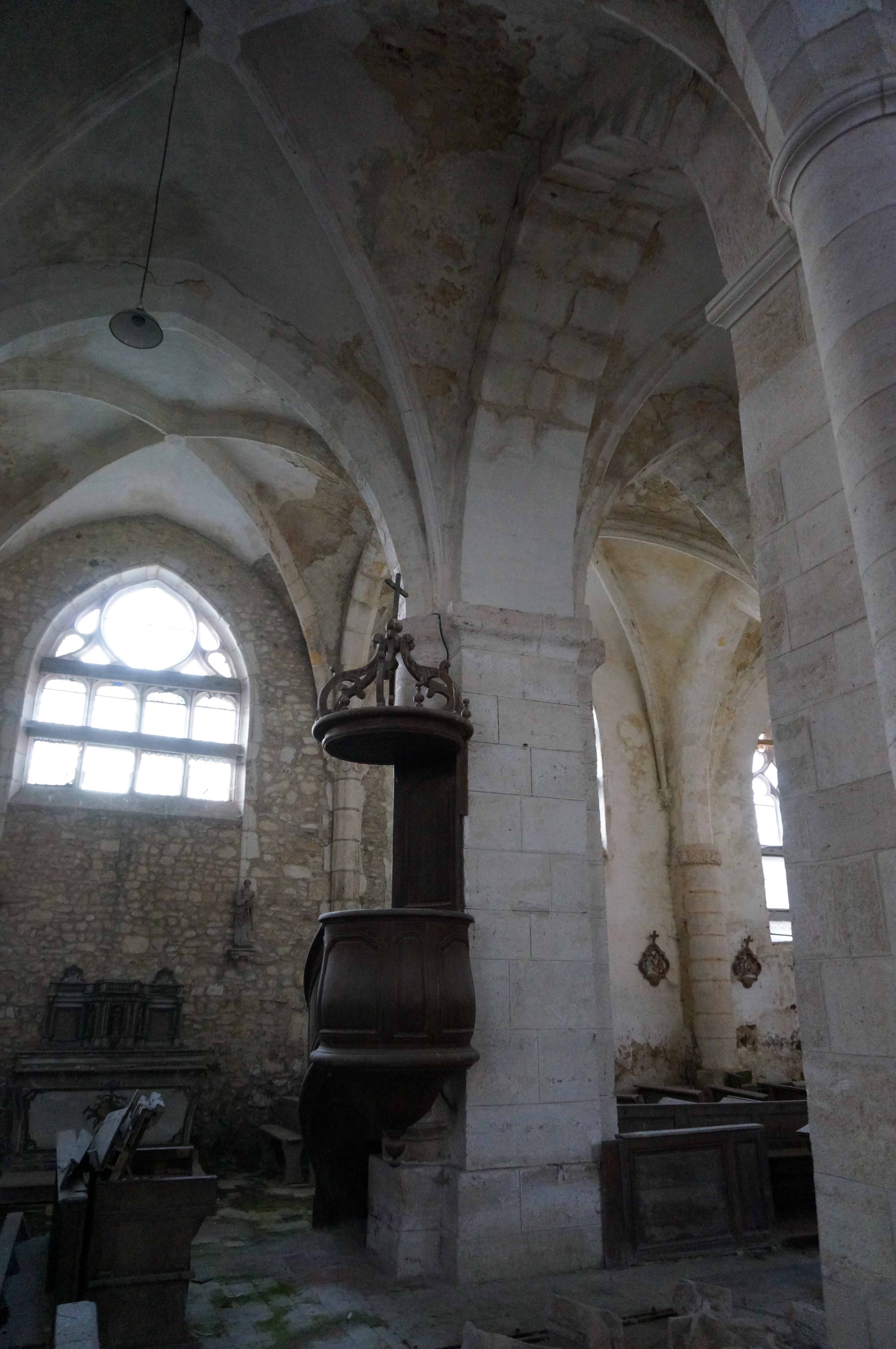
La chaire,
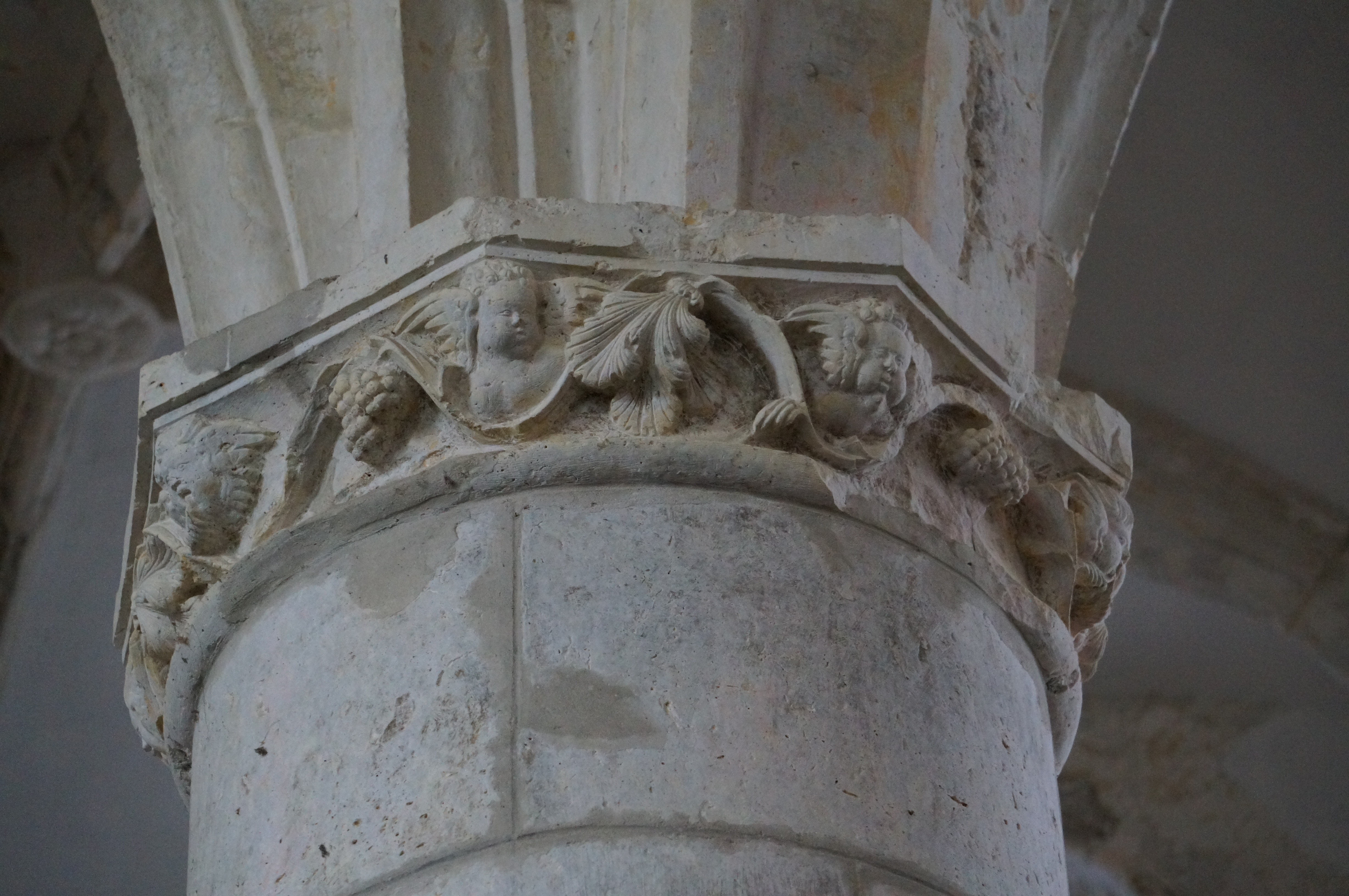
des
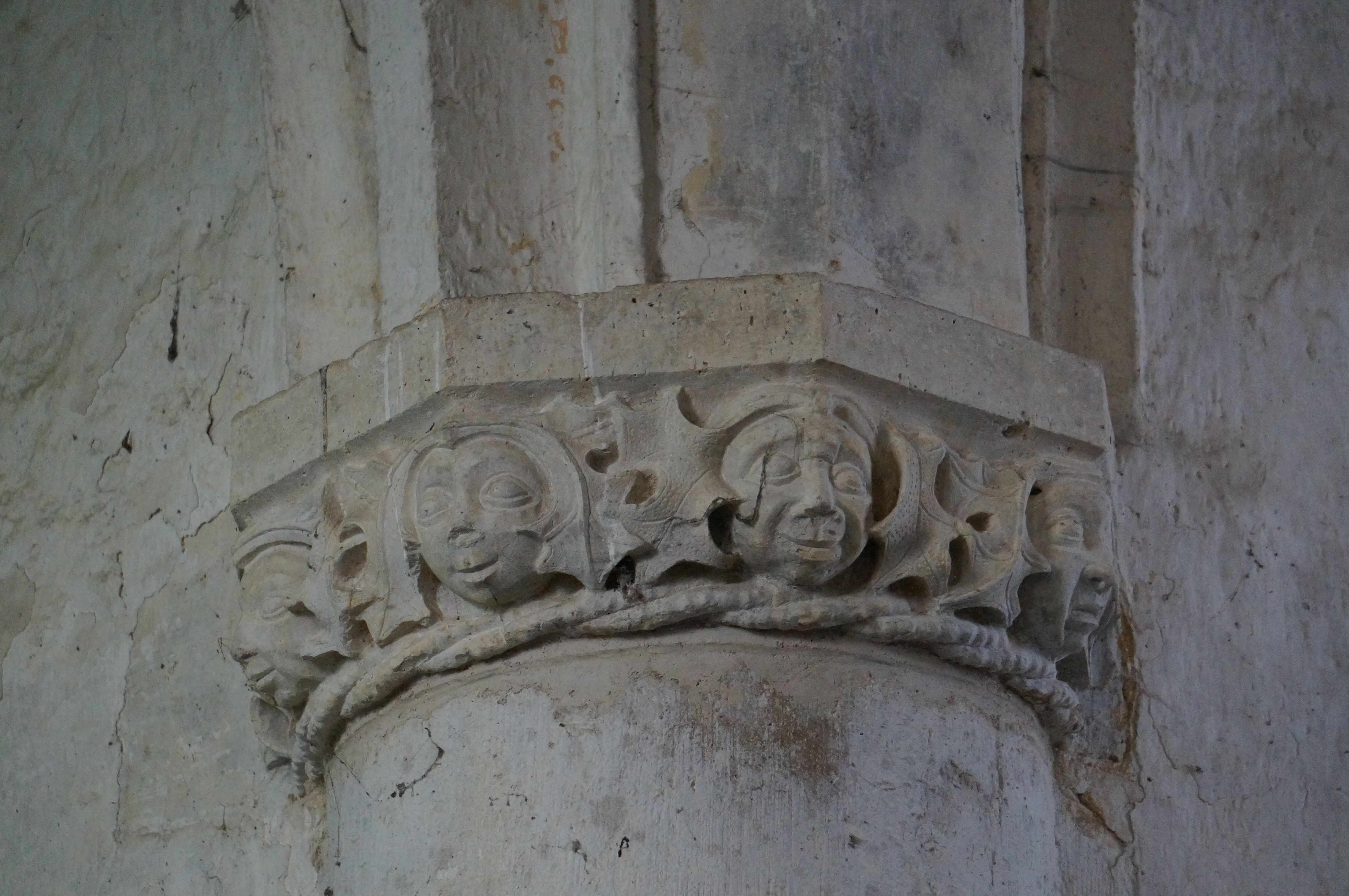
chapiteaux.
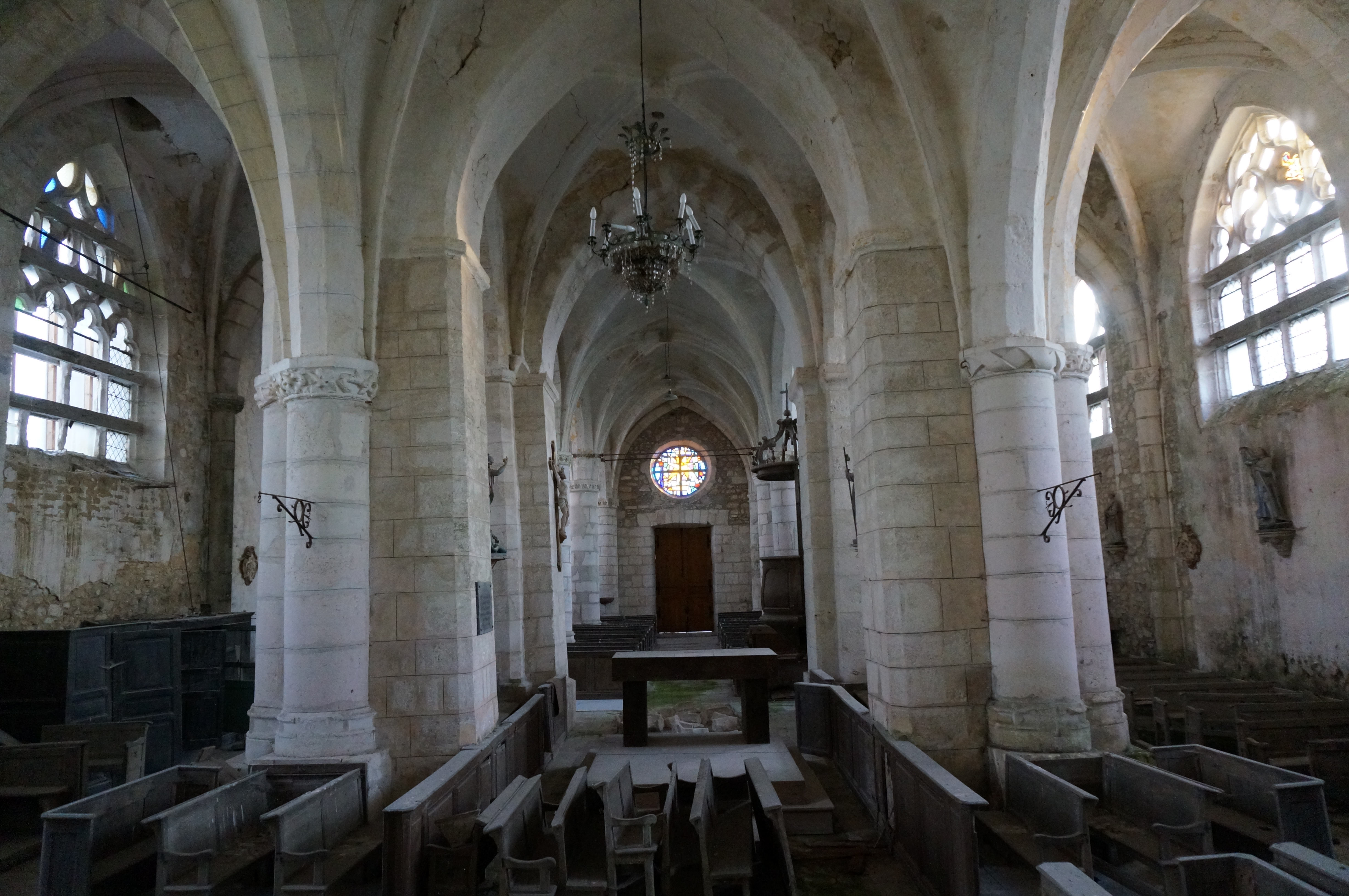
La nef,
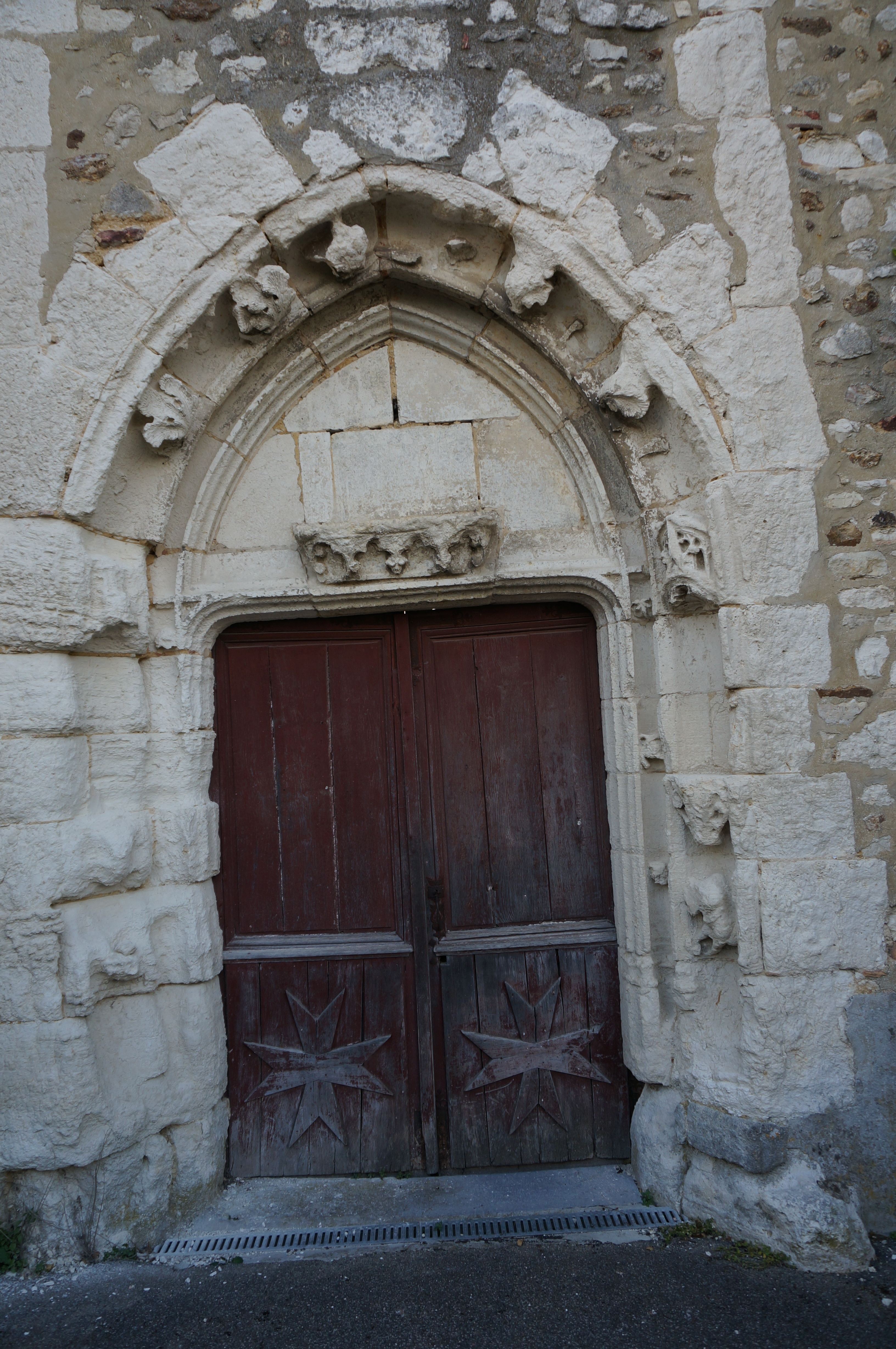
entrée latérale.